# Renita Farrell
Renita Farrell, född den 30 maj 1972 i Townsville, Australien, är en australisk landhockeyspelare.
Hon tog OS-guld i damernas landhockeyturnering i samband med de olympiska landhockeytävlingarna 1996 i Atlanta.
Därefter tog hon OS-guld igen i damernas landhockeyturnering i samband med de olympiska landhockeytävlingarna 2000 i Sydney.